# Hypocrita mimica
Hypocrita mimica är en fjärilsart som beskrevs av Walker 1866. Hypocrita mimica ingår i släktet Hypocrita och familjen björnspinnare. Inga underarter finns listade i Catalogue of Life.